# Односи Грчке и Турске
Односи Грчке и Турске су инострани односи Хеленске Републике и Турске Републике.

## Историја односа
Односи између Грчке и Турске су били обележени наизменичним периодима сукоба и помирења све од времена Грчког рата за независност од Османског царства. Од тада две државе су се сукоблиле у четири велика рата: Грчко-турски рат (1897), Први балкански рат, Први светски рат и Грчко-турски рат (1919—1922).
Обе државе су чланице НАТО пакта од 1952.
Обе државе су се сукобиле у време Турске инвазије Кипра 1974.